# Lísek (Postupice)
Lísek je malá vesnice, část obce Postupice v okrese Benešov. Nachází se 1 km na sever od Postupic. V roce 2009 zde bylo evidováno 43 adres.
Lísek leží v katastrálním území Jemniště o výměře 2,94 km².

## Historie
První písemná zmínka o vesnici pochází z roku 1720.

## Další fotografie

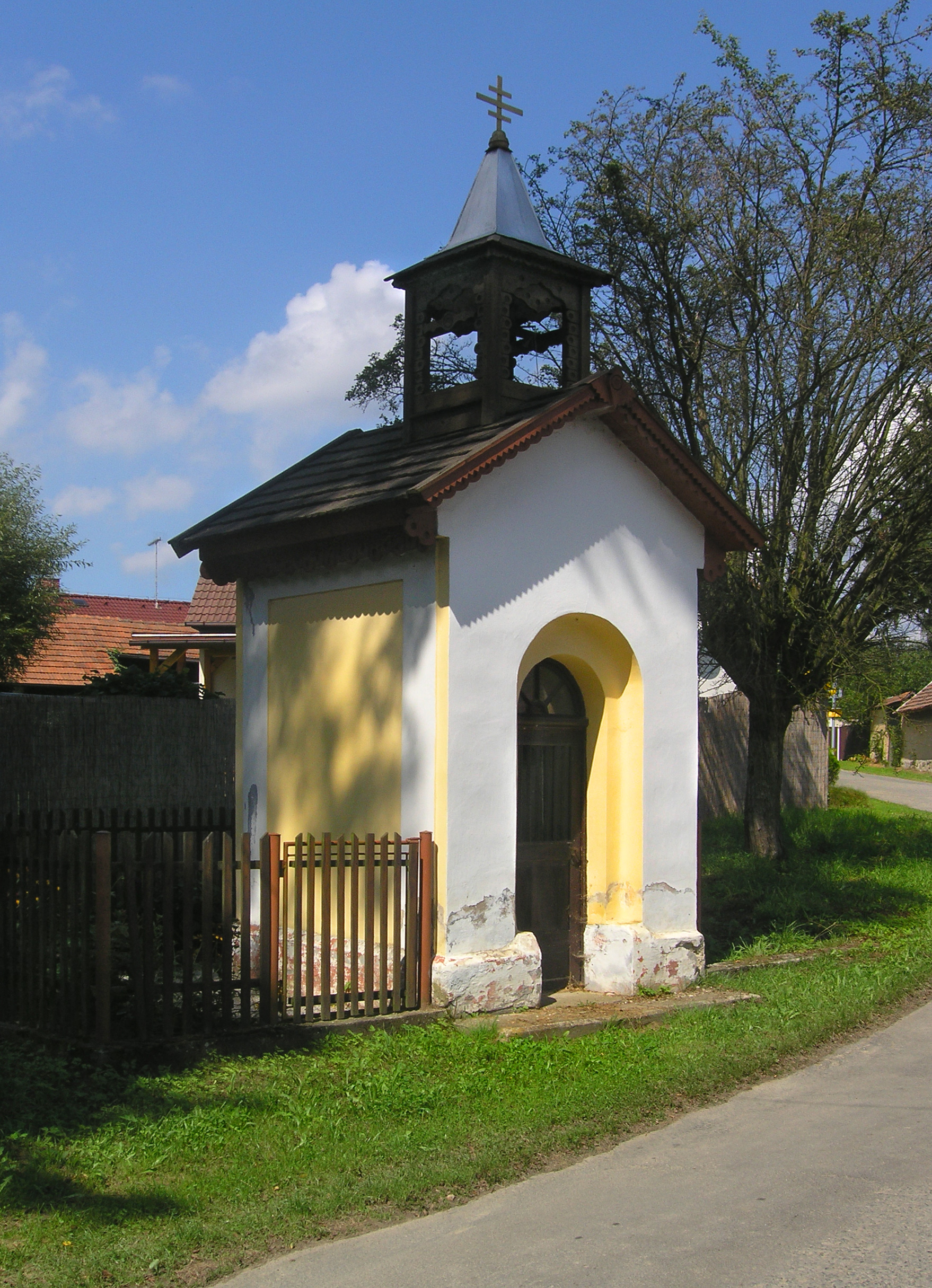
Kaplička v Lísku
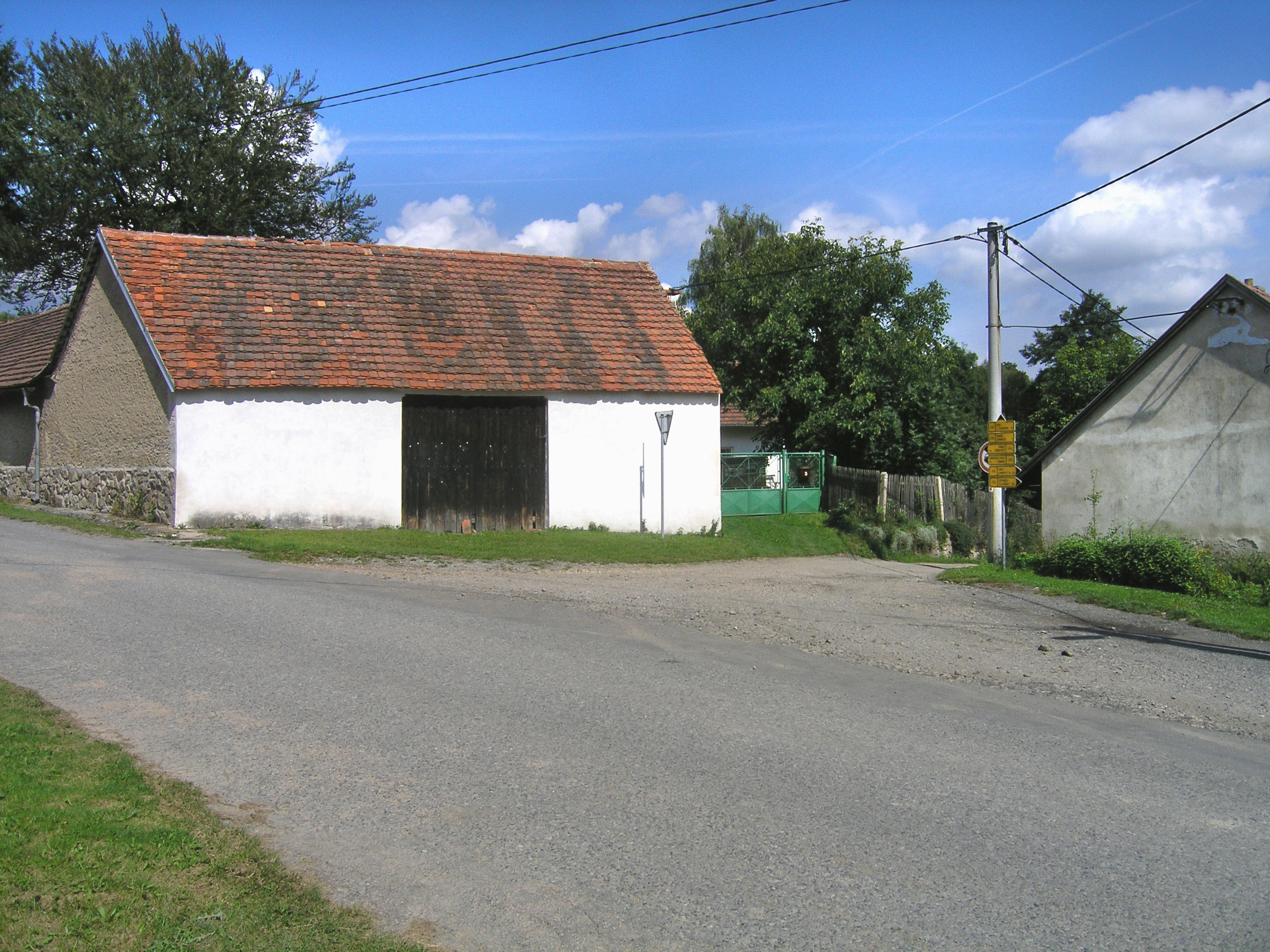
Střední část vesnice